# Achelia kurilensis
Achelia kurilensis är en havsspindelart som beskrevs av Losina-Losinsky, L.K. 1961. Achelia kurilensis ingår i släktet Achelia och familjen Ammotheidae. Inga underarter finns listade i Catalogue of Life.